# Roberto Abbondanzieri
Roberto Carlos Abbondanzieri (Bouquet, 19 agosto 1972) è un allenatore di calcio ed ex calciatore argentino, di ruolo portiere.

## Biografia
Soprannominato El Pato (in italiano, il Papero), ha origini italiane da parte del nonno paterno, che quando emigrò dall'Italia all'Argentina subì un errore ortografico alla dogana venendo registrato "Abbondancieri". Roberto cambiò dunque il cognome da "Abbondancieri" ad "Abbondanzieri" nel 2002, al fine di ottenere più facilmente la cittadinanza italiana nel caso di trasferimento in Europa.

## Carriera

### Giocatore
Esordì il 6 dicembre 1994 nel Rosario Central di Rosario, squadra con cui vinse subito la Copa CONMEBOL nel 1995. Giocò a Rosario fino al 1997 per poi passare al Boca Juniors come secondo portiere.
Continuò ad allenarsi all'ombra di Óscar Córdoba finché il portiere colombiano si infortunò nel torneo di Clausura del 1999. Abbondanzieri subì egli stesso un infortunio alla spalla in una partita contro il River Plate e il terzo portiere Cristián Muñoz prese il suo posto. Di ritorno dall'infortunio Abbondanzieri fu ancora una volta il sostituto di Córdoba fino al febbraio 2002, quando quest'ultimo passò al Perugia.
Da allora è stato il portiere titolare fisso del Boca, venendo nominato Portiere sudamericano dell'anno nel 2003. Nel giugno del 2004 diventò portiere della Nazionale argentina, rappresentando il suo paese nella Copa América 2004, nella FIFA Confederations Cup 2005 e nelle qualificazioni sudamericane per i Mondiali. Fece parte della squadra argentina anche nella fase finale dei Mondiali del 2006, disputando 5 partite prima dell'infortunio nel quarto di finale contro la Germania, partita poi persa ai rigori.
Nel luglio 2006 lasciò il Boca Juniors per trasferirsi in Spagna, al Getafe, firmando un contratto triennale. Nella stagione 2006-2007 vinse il Trofeo Zamora quale portiere meno battuto della Liga.
A gennaio 2009 ritornò al Boca Juniors, per poi trasferirsi in Brasile, all'Internacional, nel gennaio 2010. Annunciò il suo ritiro alla fine del Coppa del mondo per club.

### Allenatore
Il 24 novembre 2012 seguì Martín Palermo al Godoy Cruz con il ruolo di allenatore dei portieri.
Nel 2016 lavorò ancora con Palermo all'Unión Española come assistente tecnico, incarico che intraprese anche nel 2019 al Pachuca sempre insieme a Palermo.

## Statistiche

### Presenze e reti nei club
| Stagione               | Squadra                | Campionato             | Campionato | Campionato | Coppe nazionali | Coppe nazionali | Coppe nazionali | Coppe continentali | Coppe continentali | Coppe continentali | Altre coppe | Altre coppe | Altre coppe | Totale | Totale |
| Stagione               | Squadra                | Comp                   | Pres       | Reti       | Comp            | Pres            | Reti            | Comp               | Pres               | Reti               | Comp        | Pres        | Reti        | Pres   | Reti   |
| ---------------------- | ---------------------- | ---------------------- | ---------- | ---------- | --------------- | --------------- | --------------- | ------------------ | ------------------ | ------------------ | ----------- | ----------- | ----------- | ------ | ------ |
| 1994-1995              | Rosario Central        | PD                     | 14         | -16        | -               | -               | -               | -                  | -                  | -                  | -           | -           | -           | 14     | -16    |
| 1995-1996              | Rosario Central        | PD                     | 25         | -26        | -               | -               | -               | -                  | -                  | -                  | -           | -           | -           | 25     | -26    |
| 1996-gen. 1997         | Rosario Central        | PD                     | 18         | -27        | -               | -               | -               | CC                 | 5                  | -10                | -           | -           | -           | 23     | -37    |
| Totale Rosario Central | Totale Rosario Central | Totale Rosario Central | 57         | -69        |                 | -               | -               |                    | 5                  | -10                |             | -           | -           | 62     | -79    |
| gen.-giu. 1997         | Boca Juniors           | PD                     | 8          | -15        | -               | -               | -               | -                  | -                  | -                  | -           | -           | -           | 8      | -15    |
| 1997-1998              | Boca Juniors           | PD                     | 13         | -17        | -               | -               | -               | -                  | -                  | -                  | SS          | 2           | -4          | 15     | -21    |
| 1998-1999              | Boca Juniors           | PD                     | 8          | -2         | -               | -               | -               | CM                 | 6                  | -7                 | -           | -           | -           | 14     | -9     |
| 1999-2000              | Boca Juniors           | PD                     | 8          | -10        | -               | -               | -               | -                  | -                  | -                  | -           | -           | -           | 8      | -10    |
| 2000-2001              | Boca Juniors           | PD                     | 16         | -19        | -               | -               | -               | CM+CL              | 6+2                | -7+0               | -           | -           | -           | 24     | -26    |
| 2001-2002              | Boca Juniors           | PD                     | 22         | -25        | -               | -               | -               | CM+CL              | 5+10               | -1+-4              | -           | -           | -           | 37     | -30    |
| 2002-2003              | Boca Juniors           | PD                     | 33         | -25        | -               | -               | -               | CS+CL              | 2+14               | -3+-13             | -           | -           | -           | 49     | -41    |
| 2003-2004              | Boca Juniors           | PD                     | 32         | -20        | -               | -               | -               | CS+CL              | 1+13               | -1+-9              | CI          | 1           | -1          | 47     | -31    |
| 2004-2005              | Boca Juniors           | PD                     | 31         | -38        | -               | -               | -               | CS+CL              | 8+10               | -6+-10             | RS          | 1           | -1          | 50     | -55    |
| 2005-2006              | Boca Juniors           | PD                     | 33         | -23        | -               | -               | -               | CS                 | 7                  | -8                 | RS          | 2           | -3          | 42     | -34    |
| 2006-2007              | Getafe                 | PD                     | 36         | -30        | CR              | 1               | 0               | -                  | -                  | -                  | -           | -           | -           | 37     | -30    |
| 2007-2008              | Getafe                 | PD                     | 34         | -42        | CR              | 1               | -1              | CU                 | 8                  | -9                 | -           | -           | -           | 43     | -52    |
| 2008-gen. 2009         | Getafe                 | PD                     | 13         | -22        | CR              | 0               | 0               | -                  | -                  | -                  | -           | -           | -           | 13     | -22    |
| Totale Getafe          | Totale Getafe          | Totale Getafe          | 83         | -94        |                 | 2               | -1              |                    | 8                  | -9                 |             | -           | -           | 93     | -104   |
| gen.-giu. 2009         | Boca Juniors           | PD                     | 19         | -25        | -               | -               | -               | CL                 | 8                  | -6                 | -           | -           | -           | 27     | -31    |
| 2009-gen. 2010         | Boca Juniors           | PD                     | 22         | -31        | -               | -               | -               | CS                 | 2                  | -2                 | -           | -           | -           | 24     | -33    |
| Totale Boca Juniors    | Totale Boca Juniors    | Totale Boca Juniors    | 245        | -250       |                 | -               | -               |                    | 94                 | -77                |             | 6           | -9          | 345    | -336   |
| 2010                   | Internacional          | A+CG                   | 8+10       | -10+-13    | -               | -               | -               | CL                 | 10                 | -7                 | Cmc         | 1           | -2          | 29     | -32    |
| Totale carriera        | Totale carriera        | Totale carriera        | 403        | -436       |                 | 2               | -1              |                    | 117                | -103               |             | 7           | -11         | 529    | -551   |

### Cronologia presenze e reti in nazionale
| Cronologia completa delle presenze e delle reti in nazionale ― Argentina | Cronologia completa delle presenze e delle reti in nazionale ― Argentina | Cronologia completa delle presenze e delle reti in nazionale ― Argentina | Cronologia completa delle presenze e delle reti in nazionale ― Argentina | Cronologia completa delle presenze e delle reti in nazionale ― Argentina | Cronologia completa delle presenze e delle reti in nazionale ― Argentina | Cronologia completa delle presenze e delle reti in nazionale ― Argentina | Cronologia completa delle presenze e delle reti in nazionale ― Argentina |
| Data                                                                     | Città                                                                    | In casa                                                                  | Risultato                                                                | Ospiti                                                                   | Competizione                                                             | Reti                                                                     | Note                                                                     |
| ------------------------------------------------------------------------ | ------------------------------------------------------------------------ | ------------------------------------------------------------------------ | ------------------------------------------------------------------------ | ------------------------------------------------------------------------ | ------------------------------------------------------------------------ | ------------------------------------------------------------------------ | ------------------------------------------------------------------------ |
| 6-6-2004                                                                 | Buenos Aires                                                             | Argentina                                                                | 0 – 0                                                                    | Paraguay                                                                 | Qual. Mondiali 2006                                                      | -                                                                        |                                                                          |
| 7-7-2004                                                                 | Chiclayo                                                                 | Argentina                                                                | 6 – 1                                                                    | Ecuador                                                                  | Coppa America 2004 - 1º turno                                            | -1                                                                       |                                                                          |
| 10-7-2004                                                                | Chiclayo                                                                 | Argentina                                                                | 0 – 1                                                                    | Messico                                                                  | Coppa America 2004 - 1º turno                                            | -1                                                                       |                                                                          |
| 13-7-2004                                                                | Piura                                                                    | Argentina                                                                | 4 – 1                                                                    | Uruguay                                                                  | Coppa America 2004 - 1º turno                                            | -1                                                                       |                                                                          |
| 17-7-2004                                                                | Chiclayo                                                                 | Perù                                                                     | 0 – 1                                                                    | Argentina                                                                | Coppa America 2004 - Quarti di finale                                    | -                                                                        |                                                                          |
| 20-7-2004                                                                | Lima                                                                     | Argentina                                                                | 3 – 0                                                                    | Colombia                                                                 | Coppa America 2004 - Semifinale                                          | -                                                                        |                                                                          |
| 25-7-2004                                                                | Lima                                                                     | Argentina                                                                | 2 – 2 dts (2 – 4 dtr)                                                    | Brasile                                                                  | Coppa America 2004 - Finale                                              | -2                                                                       |                                                                          |
| 4-9-2004                                                                 | Lima                                                                     | Perù                                                                     | 1 – 3                                                                    | Argentina                                                                | Qual. Mondiali 2006                                                      | -1                                                                       |                                                                          |
| 9-10-2004                                                                | Buenos Aires                                                             | Argentina                                                                | 4 – 2                                                                    | Uruguay                                                                  | Qual. Mondiali 2006                                                      | -2                                                                       |                                                                          |
| 13-10-2004                                                               | Santiago del Cile                                                        | Cile                                                                     | 0 – 0                                                                    | Argentina                                                                | Qual. Mondiali 2006                                                      | -                                                                        |                                                                          |
| 16-11-2004                                                               | Buenos Aires                                                             | Argentina                                                                | 3 – 2                                                                    | Venezuela                                                                | Qual. Mondiali 2006                                                      | -2                                                                       |                                                                          |
| 9-2-2005                                                                 | Düsseldorf                                                               | Germania                                                                 | 2 – 2                                                                    | Argentina                                                                | Amichevole                                                               | -2                                                                       |                                                                          |
| 26-3-2005                                                                | La Paz                                                                   | Bolivia                                                                  | 1 – 2                                                                    | Argentina                                                                | Qual. Mondiali 2006                                                      | -1                                                                       |                                                                          |
| 30-3-2005                                                                | Buenos Aires                                                             | Argentina                                                                | 1 – 0                                                                    | Colombia                                                                 | Qual. Mondiali 2006                                                      | -                                                                        |                                                                          |
| 8-6-2005                                                                 | Buenos Aires                                                             | Argentina                                                                | 3 – 1                                                                    | Brasile                                                                  | Qual. Mondiali 2006                                                      | -1                                                                       |                                                                          |
| 3-9-2005                                                                 | Asunción                                                                 | Paraguay                                                                 | 1 – 0                                                                    | Argentina                                                                | Qual. Mondiali 2006                                                      | -1                                                                       |                                                                          |
| 9-10-2005                                                                | Buenos Aires                                                             | Argentina                                                                | 2 – 0                                                                    | Perù                                                                     | Qual. Mondiali 2006                                                      | -                                                                        |                                                                          |
| 12-10-2005                                                               | Montevideo                                                               | Uruguay                                                                  | 1 – 0                                                                    | Argentina                                                                | Qual. Mondiali 2006                                                      | -1                                                                       |                                                                          |
| 12-11-2005                                                               | Ginevra                                                                  | Inghilterra                                                              | 3 – 2                                                                    | Argentina                                                                | Amichevole                                                               | -3                                                                       |                                                                          |
| 16-11-2005                                                               | Doha                                                                     | Qatar                                                                    | 0 – 3                                                                    | Argentina                                                                | Amichevole                                                               | -                                                                        |                                                                          |
| 1-3-2006                                                                 | Basilea                                                                  | Croazia                                                                  | 3 – 2                                                                    | Argentina                                                                | Amichevole                                                               | -3                                                                       |                                                                          |
| 30-5-2006                                                                | Salerno                                                                  | Argentina                                                                | 2 – 0                                                                    | Angola                                                                   | Amichevole                                                               | -                                                                        |                                                                          |
| 10-6-2006                                                                | Amburgo                                                                  | Argentina                                                                | 2 – 1                                                                    | Costa d'Avorio                                                           | Mondiali 2006 - 1º turno                                                 | -1                                                                       |                                                                          |
| 16-6-2006                                                                | Gelsenkirchen                                                            | Argentina                                                                | 6 – 0                                                                    | Serbia e Montenegro                                                      | Mondiali 2006 - 1º turno                                                 | -                                                                        |                                                                          |
| 21-6-2006                                                                | Francoforte                                                              | Paesi Bassi                                                              | 0 – 0                                                                    | Argentina                                                                | Mondiali 2006 - 1º turno                                                 | -                                                                        |                                                                          |
| 24-6-2006                                                                | Lipsia                                                                   | Argentina                                                                | 2 – 1 dts                                                                | Messico                                                                  | Mondiali 2006 - Ottavi di finale                                         | -1                                                                       |                                                                          |
| 30-6-2006                                                                | Berlino                                                                  | Germania                                                                 | 1 – 1 dts (4 – 2 dtr)                                                    | Argentina                                                                | Mondiali 2006 - Quarti di finale                                         | -                                                                        | 71’                                                                      |
| 2-9-2006                                                                 | Londra                                                                   | Brasile                                                                  | 3 – 0                                                                    | Argentina                                                                | Amichevole                                                               | -3                                                                       |                                                                          |
| 11-10-2006                                                               | Murcia                                                                   | Spagna                                                                   | 2 – 1                                                                    | Argentina                                                                | Amichevole                                                               | -2                                                                       |                                                                          |
| 7-2-2007                                                                 | Saint-Denis                                                              | Francia                                                                  | 0 – 1                                                                    | Argentina                                                                | Amichevole                                                               | -                                                                        |                                                                          |
| 2-6-2007                                                                 | Basilea                                                                  | Svizzera                                                                 | 1 – 1                                                                    | Argentina                                                                | Amichevole                                                               | -1                                                                       |                                                                          |
| 5-6-2007                                                                 | Barcellona                                                               | Algeria                                                                  | 3 – 4                                                                    | Argentina                                                                | Amichevole                                                               | -3                                                                       |                                                                          |
| 28-6-2007                                                                | Maracaibo                                                                | Argentina                                                                | 4 – 1                                                                    | Stati Uniti                                                              | Coppa America 2007 - 1º turno                                            | -1                                                                       |                                                                          |
| 2-7-2007                                                                 | Maracaibo                                                                | Argentina                                                                | 4 – 2                                                                    | Colombia                                                                 | Coppa America 2007 - 1º turno                                            | -2                                                                       |                                                                          |
| 5-7-2007                                                                 | Barquisimeto                                                             | Argentina                                                                | 1 – 0                                                                    | Paraguay                                                                 | Coppa America 2007 - 1º turno                                            | -                                                                        |                                                                          |
| 8-7-2007                                                                 | Barquisimeto                                                             | Argentina                                                                | 4 – 0                                                                    | Perù                                                                     | Coppa America 2007 - Quarti di finale                                    | -                                                                        |                                                                          |
| 11-7-2007                                                                | Puerto Ordaz                                                             | Messico                                                                  | 0 – 3                                                                    | Argentina                                                                | Coppa America 2007 - Semifinale                                          | -                                                                        |                                                                          |
| 15-7-2007                                                                | Maracaibo                                                                | Brasile                                                                  | 3 – 0                                                                    | Argentina                                                                | Coppa America 2007 - Finale                                              | -3                                                                       |                                                                          |
| 11-9-2007                                                                | Melbourne                                                                | Australia                                                                | 0 – 1                                                                    | Argentina                                                                | Amichevole                                                               | -                                                                        |                                                                          |
| 13-10-2007                                                               | Buenos Aires                                                             | Argentina                                                                | 2 – 0                                                                    | Cile                                                                     | Qual. Mondiali 2010                                                      | -                                                                        |                                                                          |
| 16-10-2007                                                               | Maracaibo                                                                | Venezuela                                                                | 0 – 2                                                                    | Argentina                                                                | Qual. Mondiali 2010                                                      | -                                                                        |                                                                          |
| 17-11-2007                                                               | Buenos Aires                                                             | Argentina                                                                | 3 – 0                                                                    | Bolivia                                                                  | Qual. Mondiali 2010                                                      | -                                                                        |                                                                          |
| 20-11-2007                                                               | Bogotà                                                                   | Colombia                                                                 | 2 – 1                                                                    | Argentina                                                                | Qual. Mondiali 2010                                                      | -2                                                                       |                                                                          |
| 26-3-2008                                                                | Il Cairo                                                                 | Egitto                                                                   | 0 – 2                                                                    | Argentina                                                                | Amichevole                                                               | -                                                                        |                                                                          |
| 4-6-2008                                                                 | San Diego                                                                | Argentina                                                                | 4 – 1                                                                    | Messico                                                                  | Amichevole                                                               | -1                                                                       |                                                                          |
| 8-6-2008                                                                 | San Diego                                                                | Stati Uniti                                                              | 0 – 0                                                                    | Argentina                                                                | Amichevole                                                               | -                                                                        |                                                                          |
| 15-6-2008                                                                | Buenos Aires                                                             | Argentina                                                                | 1 – 1                                                                    | Ecuador                                                                  | Qual. Mondiali 2010                                                      | -1                                                                       |                                                                          |
| 18-6-2008                                                                | Belo Horizonte                                                           | Brasile                                                                  | 0 – 0                                                                    | Argentina                                                                | Qual. Mondiali 2010                                                      | -                                                                        |                                                                          |
| 6-9-2008                                                                 | Buenos Aires                                                             | Argentina                                                                | 1 – 1                                                                    | Paraguay                                                                 | Qual. Mondiali 2010                                                      | -1                                                                       | 15’                                                                      |
| Totale                                                                   |                                                                          | Presenze                                                                 | 49                                                                       |                                                                          | Reti                                                                     | -44                                                                      |                                                                          |

## Palmarès

### Club

#### Competizioni nazionali
- Campionato argentino: 6

Boca Juniors: Apertura 1998, Clausura 1999, Apertura 2000, Apertura 2003, Apertura 2005, Clausura 2006

#### Competizioni internazionali
- Coppa CONMEBOL: 1

Rosario Central: 1995
- Coppa Libertadores: 4

Boca Juniors: 2000, 2001, 2003
Internacional: 2010
- Coppa Intercontinentale: 2

Boca Juniors: 2000, 2003
- Copa Sudamericana: 2

Boca Juniors: 2004, 2005
- Recopa Sudamericana: 1

Boca Juniors: 2005

### Individuale
- Portiere sudamericano dell'anno: 1

2003
- Equipo Ideal de América: 1

2003
- Trofeo Zamora: 1

2006-2007